# Doumea typica
Doumea typica es una especie de pez de la familia Amphiliidae en el orden de los Siluriformes.

## Morfología
• Los machos pueden llegar alcanzar los 13,2 cm de longitud total.

## Hábitat
Es un pez de agua dulce y de clima tropical.

## Distribución geográfica
Se encuentran en África: ríos costeros entre el Camerún y la  cuenca del río Congo.